# Архип Куинџи
Архип Иванович Куинџи (рус. Архип Иванович Куинджи; грч. Αρχίπ Ιβάνοβιτς Κουίντζι; Мариупољ, 27. јануар 1841 — 24. јул 1910) био је руски сликар пејзажа понтског грчког порекла.

## Датум рођења
Куинџијев тачан датум рођења није познат. Иако се веровало да је рођен 1842. године, најновија открића у архивима говоре да је рођен 1841. године. Сам Куинџи је, на молбу Империјалне Академије уметности да појасни свој датум рођења, „јасно написао 1841, затим, са сумњом, јануар, а затим неколико пута прецртао месец”.
Истраживачи верују да је рођен негде између јануара и марта 1841. Општепризнати датум је 27. јануар, иако је Куинџи славио свој имендан 19. фебруара (4. марта НС), на празник Архипа.

## Биографија
Архип Куинџи је рођен у Мариупољском округу (једном од пододељења Јекатеринославске губерније Руске империје), али је младост провео у граду Таганрогу. Његово хришћанско име је руски превод грчког, Αρχιππος, (Арцхиппос, од αρχος (арцхос) „господар“ и ιππος (нилски коњ, „коњ“) a његово презиме потиче од надимка његовог деде што значи „златар“ на кримскотатарском.
Одрастао је у сиромашној породици; његов отац је био понтијски грчки обућар, Иван Христофорович Куинџи (на другом месту Еменџи). Архип је имао шест година када је остао без родитеља, па је био приморан да зарађује за живот радећи на градилишту цркве, вођењем домаћих животиње на испашу и радећи у продавници кукуруза. Рудименте образовања стекао је од грчког пријатеља породице који је био учитељ, а затим је отишао у локалну школу.
Године 1855, у доби од 13–14 година, Куинџи је посетио Феодосију да учи уметност код Ивана Ајвазовског, међутим, бавио се само мешањем боја и уместо тога учио је код Адолфа Феслера, ученика Ајвазовског. У енциклопедијском чланку из 1903. године писало је: „Иако се Куинџи не може назвати учеником Ајвазовског, овај је без сумње имао извесног утицаја на њега у првом периоду његове активности; од кога је позајмио много у начину сликања. Енглески историчар уметности Џон Е. Боулт је написао да је „елементарни осећај за светлост и форму повезан са заласцима сунца, олујама и океанима Ајвазовског трајно утицао на младог Куинџија”.
Током пет година од 1860. до 1865. године, Архип Куинџи је радио као ретушер у фотографском атељеу Симеона Исаковича у Таганрогу. Покушао је да отвори сопствени фотографски студио, али није имао успеха. Након тога Куинџи је отишао из Таганрога у Санкт Петербург.
Сликарство је студирао углавном самостално и на Империјалној академији уметности (од 1868; редовни члан од 1893). Био је ко-партнер путујућих уметничких изложби (Передвижници), групе уметника реалиста Руске империје који су у знак протеста због академских ограничења основали уметничку задругу која је еволуирала у Друштво за путујуће уметничке изложбе 1870.
Године 1872. уметник је напустио академију и радио као слободњак. Слика На острву Валаам била је прво уметничко дело које је Павел Третјаков набавио за своју уметничку галерију. Куинџи је 1873. изложио своју слику Снег која је добила бронзану медаљу на Међународној изложби уметности у Лондону 1874. Средином 1870-их створио је низ слика на којима је мотив пејзажа осмишљен за конкретне друштвене асоцијације у духу Передвижника (Заборављено село, 1874; Чуматски пут, 1875; обе – у Третјаковској галерији).
У свом зрелом периоду Куинџи је тежио да ухвати аспект природног стања. Применио је композитне пријеме (висок хоризонт, итд.), Стварајући панорамске погледе. Користећи светлосне ефекте и интензивне боје приказане у главним тоновима, приказао је илузију осветљења (Вече у Украјини, 1876; Брезов гај, 1879; После грмљавине, 1879; сва три се налазе у Третјаковској галерији; Месечева ноћ на Дњепру, 1880 у Руском музеју, Санкт Петербург). Његови каснији радови су изузетни по својим декоративним и употреби боја.
Куинџи је предавао на Империјалној Академији уметности у Санкт Петербургу (професор од 1892; професор, шеф пејзажне радионице од 1894; али је отпуштен 1897 због подршке студентским протестима). Међу његовим ученицима били су уметници као што су Аркадиј Рилов, Николај Рерих, Константин Богајевски и други. Куинџи је иницирао стварање Друштва уметника (1909; касније – Друштво је добило име по А. И. Куинџију).

## Крађа и потенцијално уништавање дела
У јануару 2019, његов рад Аи-Петри. Крим је украден из московске Третјаковске галерије, али је пронађен и враћен следећег дана. Човек који је украо слику осуђен је на три године затвора.
Марта 2022. објављено је да је Музеј уметности Куинџи уништен током руске инвазије на Украјину и опсаде Мариупоља. У музеју су била смештена три Куинџијева дела; Црвени залазак сунца, Елбрус и Јесен, за које се веровало да су уклоњени из музеја, али ови наводи нису потврђени.

## Галерија
- Ладошко језеро (1873)
- Брезов гај (1879)
- Дњепар ујутру (1881)
- Ноћ обасјана месечином на Дњепру (1880)
- Елбрус (1890–1895)
- Вече у Украјини (1878–1901)
- Месечеве пеге у шуми, зима (1898–1908)
- Црвени залазак сунца на Дњепру (1905)